# Bata (peuple)
Pour les articles homonymes, voir Bata.
Les Bata sont un peuple d'Afrique centrale établi principalement au nord-est du Nigeria, également au Cameroun. Quelques communautés vivent au Tchad.

## Ethnonymie
Selon les sources et le contexte, on rencontre plusieurs variantes de l'ethnonyme : Batas, Bathaa, Batta, Bwati, Demsa Bata, Dunu, Gboati Gbwata.

## Langues
Ils parlent le bata, une langue tchadique. Le nombre total de locuteurs a été estimé à 152 500, dont 150 000 au Nigeria (1992) et 2 500 au Cameroun. Le peul et le haoussa sont également utilisés.